# Villa Amélie
Ne doit pas être confondu avec Rue Amélie.
La villa Amélie est une voie du 20e arrondissement de Paris, en France.

## Situation et accès
La villa Amélie est une voie publique située dans le 20e arrondissement de Paris. Elle débute au 42 bis, rue du Borrégo et se termine en impasse.

## Origine du nom

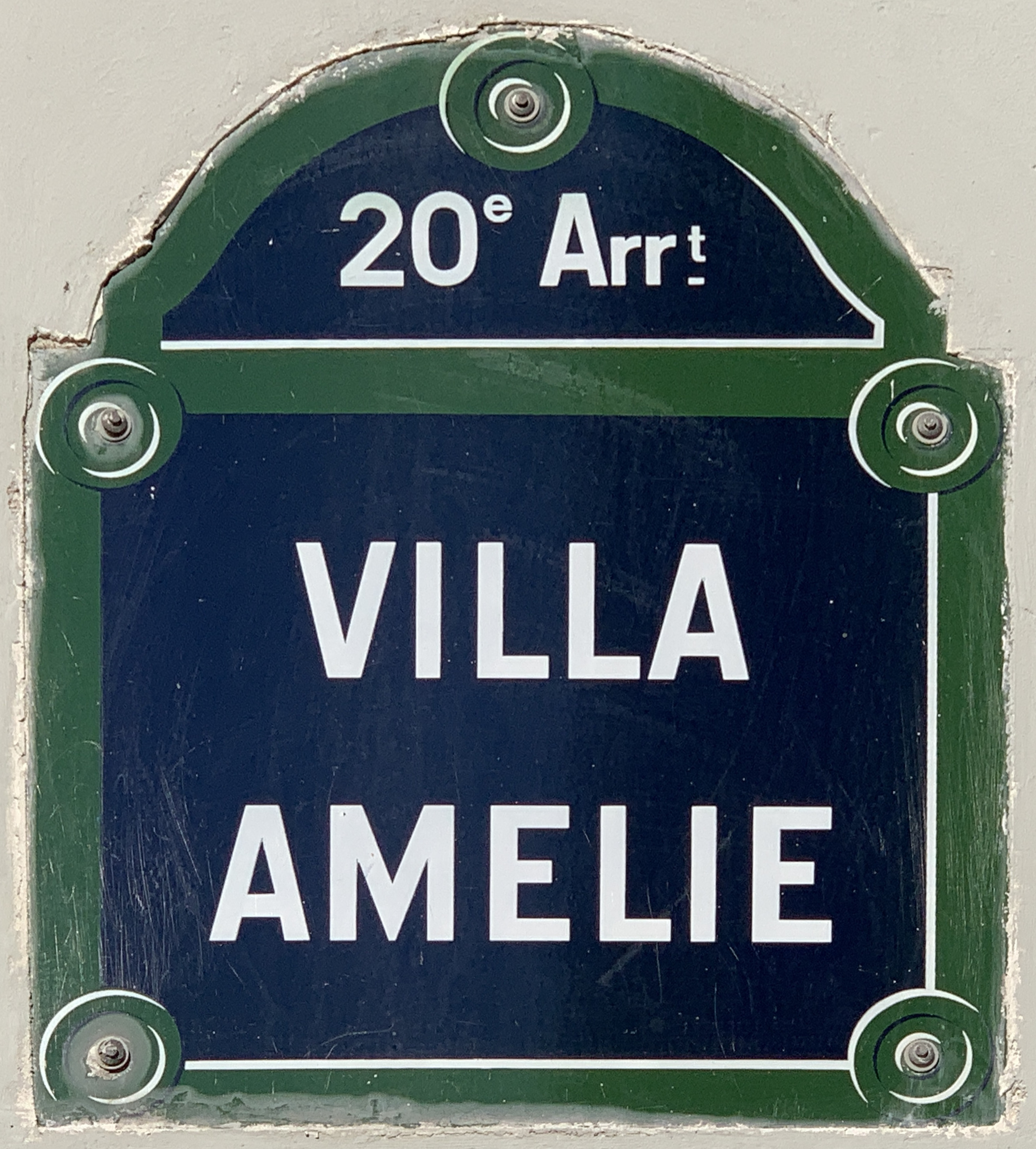
Plaque de la voie.

Cette voie porte le prénom de l'épouse du propriétaire du terrain sur lequel elle fut ouverte.

## Historique
Cette voie est classée dans la voirie parisienne par arrêté municipal du 20 juillet 1992.